# Athetis nitens
Athetis nitens är en fjärilsart som beskrevs av Dyar 1904. Athetis nitens ingår i släktet Athetis och familjen nattflyn. Inga underarter finns listade i Catalogue of Life.